# The Awesome Truth
The Awesome Truth es un equipo de lucha libre profesional estadounidense compuesto por The Miz y R-Truth que trabajan en la empresa WWE en su marca Raw. Su carrera inicial comenzó en 2011, con ambos luchadores siendo heels, pero durante su reforma en 2024, serían faces. Cabe señalar que en junio de 2019 ambos luchadores se habían reunido de manera no oficial en SmackDown al enfrentarse a Drew McIntyre y Elias.

## Historia

### Formación, disolución y rivalidad (2011–2012)
En el episodio del 22 de agosto de 2011 de Raw, The Miz y R-Truth atacaron a Santino Marella antes de su combate y luego procedieron a realizar una promo criticando al en ese entonces COO de WWE, Triple H, por no darles oportunidades. En el episodio del 29 de agosto de Raw, R-Truth interfirió en el combate de The Miz y CM Punk, a quien atacaron entre los dos. En el episodio del 5 de septiembre de Raw, ahora conocidos colectivamente como The Awesome Truth (una combinación de las frases características de ambos), desafiaron a Air Boom (Evan Bourne & Kofi Kingston) a una lucha por el Campeonato en Parejas de la WWE en Night of Champions, pero fueron descalificados después que The Miz atacase al árbitro. Posteriormente fueron despedidos por Triple H la noche siguiente en Raw.
En Hell in a Cell, The Awesome Truth atacó a Alberto Del Rio, CM Punk, John Cena y a varios árbitros después de que terminó la lucha por el Campeonato de la WWE. Después de esto, todo el roster de WWE salió para encontrar una manera de entrar a la celda antes de que los agentes de policía pudieran abrir la puerta y arrestarlos (kayfabe). En el episodio del 10 de octubre de Raw, The Awesome Truth fueron restablecidos por John Laurinaitis. En Vengeance, The Awesome Truth derrotó a Punk y Triple H en una lucha por equipos, debido a la interferencia de Kevin Nash. Más tarde esa misma noche, atacaron a Cena durante su lucha por el Campeonato de la WWE con Del Rio, costándole el combate y provocando una pelea con Cena en el proceso. En el episodio del 24 de octubre de Raw, The Awesome Truth atacó a Zack Ryder detrás del escenario justo antes de que Ryder formara equipo con Cena. Como resultado, Laurinaitis anunció una lucha por equipos para Survivor Series, pero permitió que Cena eligiera a su propio compañero, quien finalmente eligió a The Rock. En el PPV del 20 de noviembre, The Awesome Truth fueron derrotados por Cena y The Rock en el evento principal. La noche siguiente en Raw, Cena instigó una discusión entre The Miz y R-Truth, que finalmente llevó a la disolución del equipo cuando el primero atacó con un Skull Crushing Finale en el escenario. Después del evento, Killings fue suspendido por 30 días por violar la Política de Bienestar de la empresa.
En el episodio del 26 de diciembre de Raw, R-Truth volvió a atacar a The Miz después de que este último perdiera ante Cena por cuenta fuera, volviéndose face en el proceso. A esto le siguieron ataques de ida y vuelta contra los dos a lo largo de enero. The Miz y R-Truth se cruzaron en la batalla real de 30 hombres en Royal Rumble, con The Miz entrando en el puesto #1 y R-Truth entrando en el #3, pero R-Truth fue eliminado justamente por The Miz. Al mes siguiente, lucharon por el Campeonato de la WWE contra CM Punk, Chris Jericho, Dolph Ziggler y Kofi Kingston en Elimination Chamber, pero ninguno pudo ganar ya que Punk retuvo su título. Posteriormente, estuvieron en equipos opuestos en WrestleMania XXVIII, con R-Truth uniéndose al equipo de Theodore Long mientras que The Miz se unió al equipo de John Laurinaitis en una lucha por equipos de seis contra seis; The Miz dio la victoria al equipo al cubrir a Zack Ryder. Por esta victoria, Laurinaitis se haría del control de las marcas Raw y SmackDown.

### Reunión y feudo con The Judgment Day (2024–presente)
A finales de 2023, R-Truth regresó de una lesión que lo mantuvo 1 año fuera de los cuadrilateros y se involucró en una historia con The Judgment Day, en la que se consideraba un miembro, pero esto terminó cuando el grupo atacó a R-Truth en el episodio del 11 de diciembre de Raw. Iniciando el 2024, The Miz presentó un segmento de "Miz TV" con The Judgment Day como invitados, pero se negaron a aparecer, pero si apareció R-Truth, quien habló en nombre del grupo. Posteriormente, el grupo enfrentó a R-Truth por su engaño antes de que The Miz defendiera a su excompañero, lo que llevó a una lucha por equipos entre The Awesome Truth (ahora como faces) contra Dominik Mysterio & JD McDonagh, en la que salieron victoriosos.
Después de esto, The Miz continuaría intentando convencer a R-Truth de que no era miembro de The Judgment Day, a pesar de las protestas de éste. En el Royal Rumble el 27 de enero, ambos participaron en el Royal Rumble match, donde brevemente formaron equipo, incluso realizando el mismo baile de hace 13 años, antes de ser eliminados por Gunther y Damian Priest, respectivamente. En el siguiente episodio de Raw, R-Truth fue atacado por The Judgment Day después de que declararan oficialmente que no era miembro del grupo, y The Miz intentó salvarlo, pero ambos fueron atacados por ellos.
En el episodio del 18 de marzo de Raw, The Miz y R-Truth hicieron su entrada con un remix de su tema anterior y derrotaron a Indus Sher (Veer & Sanga) para clasificar para la lucha de escaleras por el Campeonato Indiscutible en Parejas de la WWE en WrestleMania XL. En la Noche 1 del evento, ambos se coronaron como los nuevos Campeones en Parejas de Raw, a la par que Austin Theory & Grayson Waller capturaron los títulos de la marca SmackDown.

## Campeonatos y logros
- WWE
  - World Tag Team Championship (1 vez)